# Wahlshausen

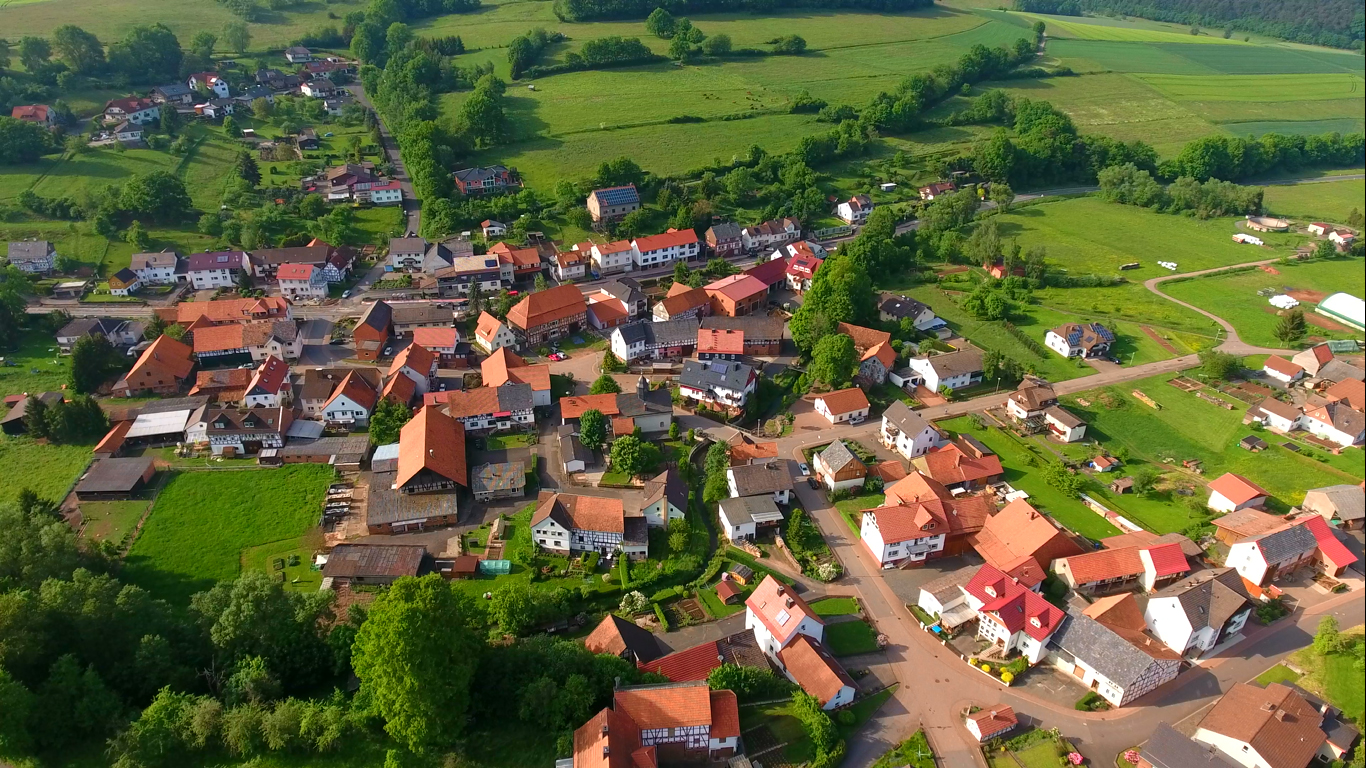
Luftansicht Wahlshausen

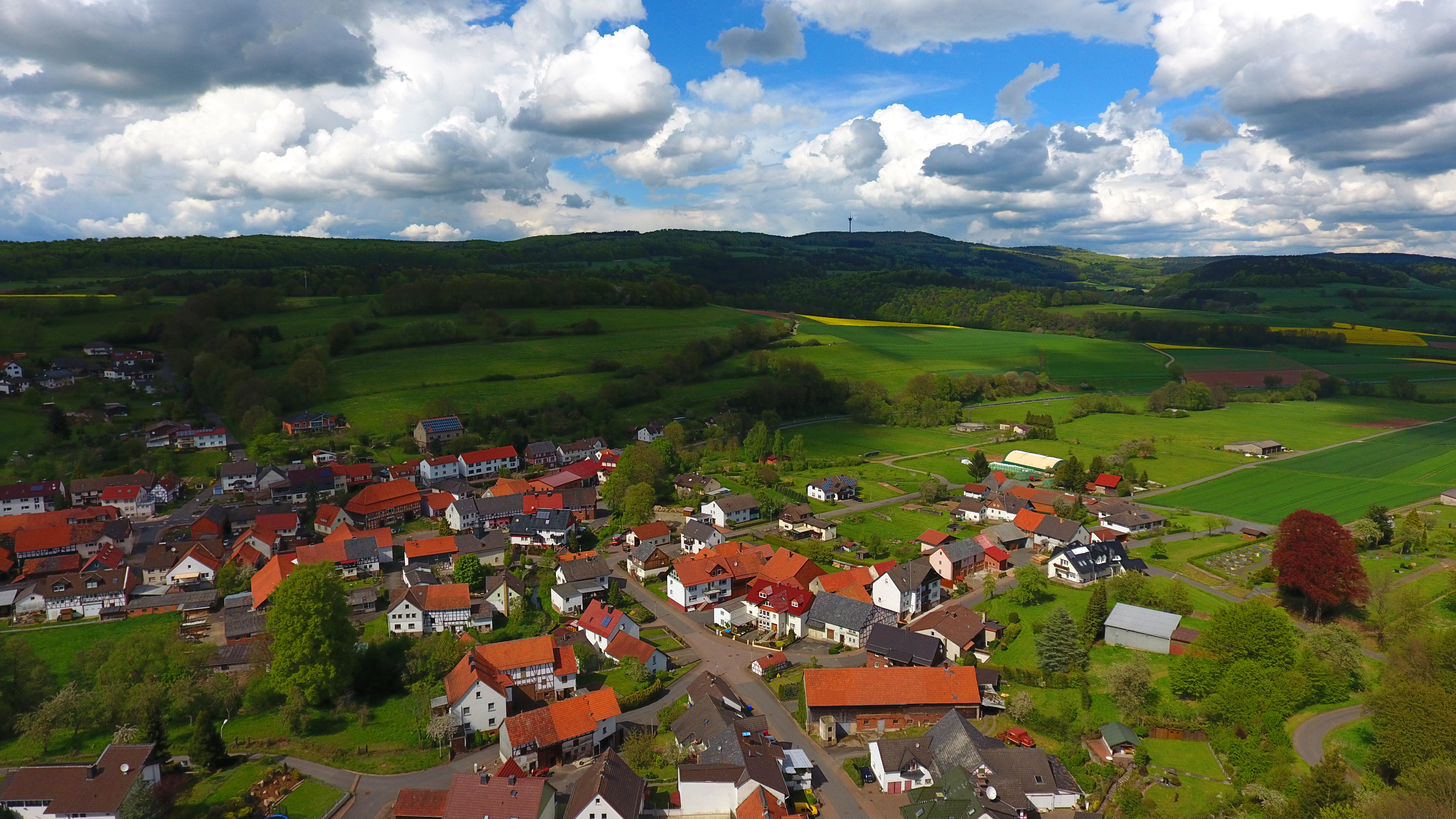

Wahlshausen ist ein Ortsteil in der Gemeinde Oberaula im nordhessischen Schwalm-Eder-Kreis.

## Geographie

### Geographische Lage
Wahlshausen liegt am Rande des südlichen Knüllgebirges und befindet sich wenige Kilometer vom höchsten Punkt des Knüll – dem Eisenberg – entfernt, der mit seinen 636 Metern ü. N.N. von fast überall im Dorf zu sehen ist.
Durch Wahlshausen fließt die Aula, ein  Bach, der in Olberode entspringt und in Niederaula in die Fulda mündet – diesem verdankt die Region auch den Namen „Aulatal“.

### Nachbargemeinden
Nachbargemeinden sind die Gemeinden Kirchheim, Ottrau, Neukirchen und Schwarzenborn.

## Geschichte
Seine erste Erwähnung fand Wahlshausen im Jahre 1100 als Wahlstadt verschiedener Machtbereiche.
Im 13. Jahrhundert nannte sich der Ort Wayleshusen und war im Besitz der Marktrechts.
Mitte des 15. Jahrhunderts berichten Aufzeichnungen von 15 Häusern.
Das erste Schulhaus entstand Mitte des 18. Jahrhunderts.
Am 1. Januar 1974 wurde Wahlshausen im Zuge der Gebietsreform in Hessen kraft Landesgesetz mit den bis dahin eigenständigen Gemeinden Oberaula, Friedigerode,  Olberode und Ibra zur neuen Großgemeinde Oberaula zusammengeschlossen. Für alle ehemals selbständigen Gemeinden wurden Ortsbezirke gebildet.
Das Jahr 2008 war Beginn des Dorferneuerungsprojektes mit 5.000 Stunden Eigenleistung. Es wurden unter anderem der Panoramaweg ausgebaut, eine Streuobstwiese entlang des Panoramawegs angelegt, das „Haus der Generationen“ grundsaniert, die Geräte des Kinderspielplatz erneuert und eine Neugestaltung des „Platzes an der Aula“ sowie des Kirchenplatzes vorgenommen.
2009 war Wahlshausen Finalteilnehmer im Wettbewerb um das „Dollste Dorf Hessens“ des Hessischen Rundfunks (HR). 2014 belegte Wahlshausen den 1. Platz in der Gruppe A des 35. Hessischen Wettbewerbs „Unser Dorf hat Zukunft“ auf Regional-Ebene. 2015 belegte Wahlshausen den 3. Platz im Landesentscheid „Unser Dorf hat Zukunft“. Diese Platzierung wurde erstmaligen mit einer weißen Tafel gefeiert.
2014 wurde das alte Dorfgemeinschaftshaus abgerissen und ein Neubau im Frühjahr 2015 begonnen.
Am 18. August 2018 wurde das neue Dorfgemeinschaftshaus nach fünfjähriger Bauzeit offiziell mit einer öffentlichen Feier eingeweiht. Somit wurde es zwei Jahre später als geplant fertiggestellt und an den Trägerverein übergeben. Die Gesamtkosten beliefen sich auf 473.000 Euro und wurden von EU-Fördergeldern, einer Stiftung und dem Eigenanteil der Gemeinde Oberaula zusammengetragen. Die Abweichung betrug 24.000 Euro mehr als ursprünglich geplant. Nicht eingerechnet sind die 2.400 Stunden ehrenamtlicher, unbezahlter Arbeit.

## Sehenswürdigkeiten
- Der Platz an der Aula wurde im Jahre 2009 angelegt und ist seitdem Treffpunkt der Dorfbewohner. Hier finden viele Veranstaltungen der örtlichen Vereine statt.
- Haus der Generationen, das Gebäude aus dem 19. Jahrhundert, in konstruktivem Fachwerk, steht unter Denkmalschutz. Bis 1960 wurde es als Schulgebäude, anschließend als Wohnung genutzt. Von 2010 bis 2012 wurde es grundsaniert. Seit Oktober 2012 steht das Gebäude den Dorfbewohnern als „Haus der Generationen“ zur Verfügung.

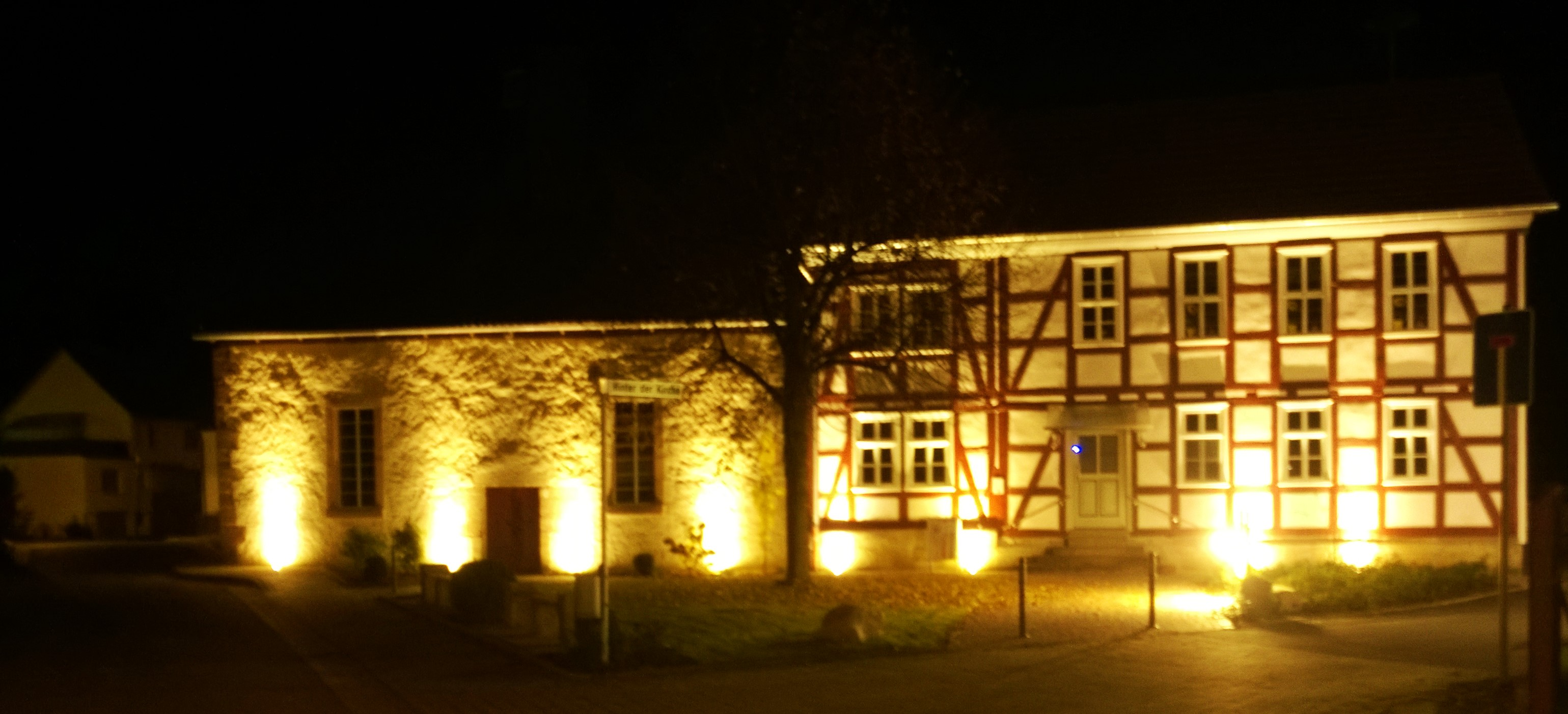
Beleuchtete evangelische Kirche (links) und Haus der Generationen (rechts) in Wahlshausen mit 2012 neu gestaltetem Vorplatz (vorne)

- Bahnbrücke, sie bildet das Tor zum Bahnradweg „Rotkäppchen-Land“ (Mitte-Deutschland-Radweg D4).
- Kinderspielplatz und Jugendraum. 2009 wurde der Kinderspielplatz neugestaltet. Es wurden neue Geräte angeschafft und alte erneuert. Der angrenzende Jugendraum (ehem. Gemeinschaftsgefrieranlage) wurde im Jahre 2000 von der Dorfjugend übernommen. Seitdem werden die Räumlichkeiten in Eigenregie  renoviert, erneuert und erweitert.
- Das Backhaus ist funktionsfähig und wird noch genutzt. Der Backhausvorplatz mit Bank und Brunnen wurde 2009 angelegt.
- Der Panoramaweg mit Baumelbank und Streuobstwiese: die alte Fußwegverbindung entlang der Aula, zu den Nutzgärten und dem Friedhof, wurde im Jahre 2009 neu angelegt. Die Ruhebänke und besonders die Baumelbank sowie die angrenzende Streuobstwiese laden zum Verweilen ein.

### Neuapostolische Kirche

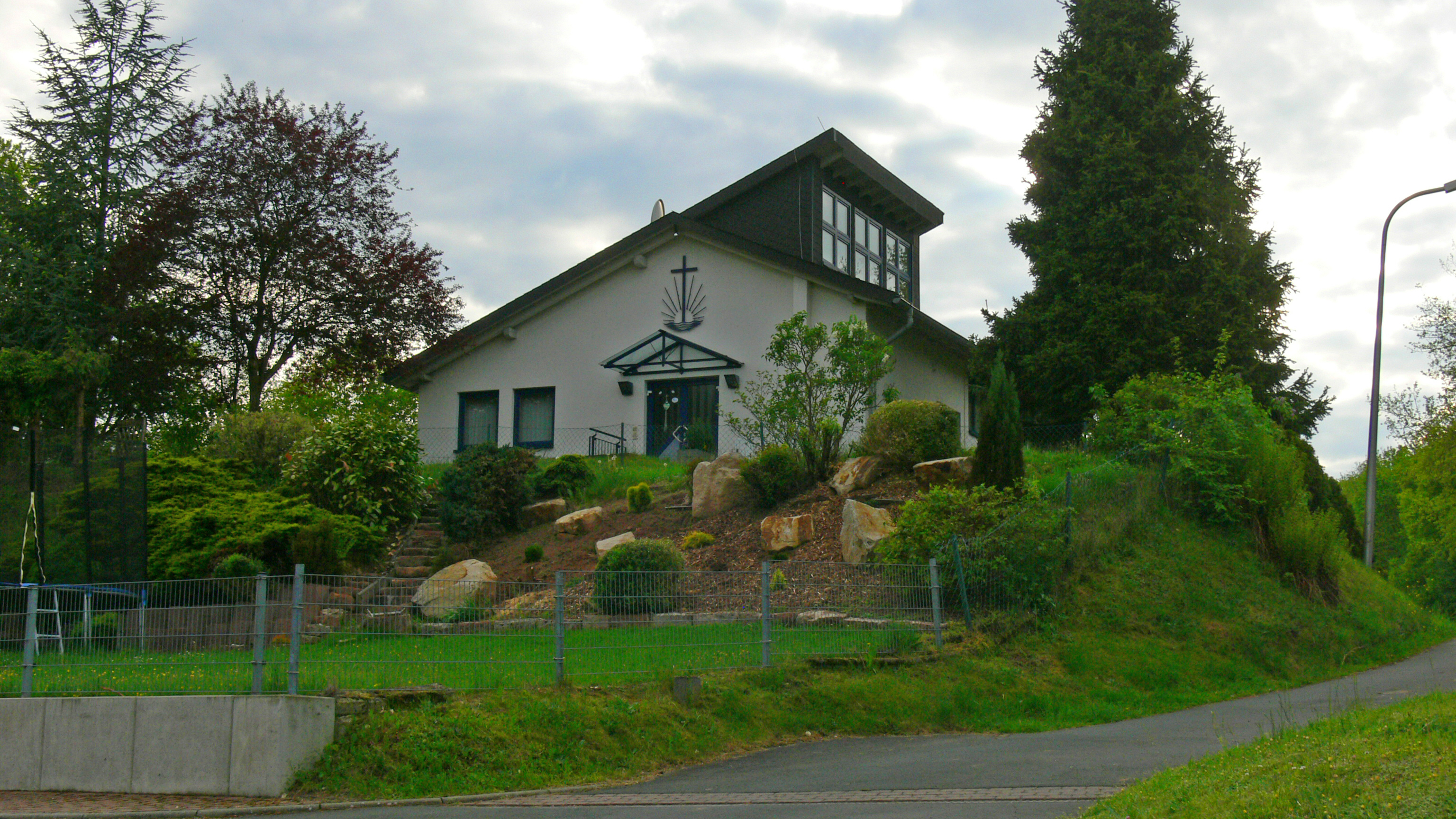
Neuapostolische Kirche in Wahlshausen

Die neuapostolische Gemeinde Wahlshausen setzt sich aus circa 80 Mitgliedern zusammen. Gottesdienste finden am Sonntag und Mittwoch statt. Die Gottesdienste werden von einem gemischten Chor, einem Orchester und einem Flötenchor umrahmt.

### Evangelische Kirche
Die Kirche wurde wahrscheinlich im 14. Jahrhundert erbaut und steht unter Denkmalschutz. Im Laufe der Jahre wurde sie mehrfach umgebaut. 1712 wurden der Turm und die Glocken eingebaut. 1825 wurde der Eingang von der Westseite an die Nordseite verlegt. Der alte Türsturz der ehem. Eingangstür mit Inschriften ist im Haus der Generationen zu sehen.

## Verkehr
Wahlshausen befindet sich an der Bundesstraße 454, über die man zügig nach Kirchheim und damit auf die Autobahnen Richtung Frankfurt, Kassel, Würzburg und Erfurt gelangt (8 km).

## Belege
1. ↑  Luftkurort Oberaula. Gemeinde Oberaula, abgerufen am 13. Februar 2023.
2. ↑  Gesetz zur Neugliederung der Landkreise Fritzlar-Homberg, Melsungen und Ziegenhain (GVBl. II 330-22) vom 28. September 1973. In: Der Hessische Minister des Innern (Hrsg.): Gesetz- und Verordnungsblatt für das Land Hessen. 1973 Nr. 25, S. 356, § 6 (Online beim Informationssystem des Hessischen Landtags [PDF; 2,3 MB]).
3. ↑  Statistisches Bundesamt (Hrsg.): Historisches Gemeindeverzeichnis für die Bundesrepublik Deutschland. Namens-, Grenz- und Schlüsselnummernänderungen bei Gemeinden, Kreisen und Regierungsbezirken vom 27.5.1970 bis 31.12.1982. W. Kohlhammer, Stuttgart / Mainz 1983, ISBN 3-17-003263-1, S. 413 (Statistische Bibliothek des Bundes und der Länder [PDF; 41,1 MB]).
4. ↑  Mit viel Eigenarbeit zum Dorf der Zukunft. Hessische/Niedersächsische Allgemeine (HNA), 19. Juni 2015.
5. ↑  Fest auf den dritten Platz. Hessische/Niedersächsische Allgemeine (HNA), 19. Juli 2015.
6. ↑  Neubau DGH Wahlhausen. In: hausen-aulatal.de. 16. August 2018.
7. ↑  Ein Haus für große Feiern. Hessische/Niedersächsische Allgemeine (HNA), 21. August 2018.
8. ↑  DGH Wahlhausen: Mit viel Arbeit zum Aulablick. Hersfelder Zeitung, 21. August 2018.